# 北海の果て
『北海の果て』（ほっかいのはて、Ice Palace）は、1960年に公開された歴史ドラマ映画。テクニカラー作品。公開前年の1959年に成立したアラスカ州誕生の過程を脚色して描いている。
監督はヴィンセント・シャーマン。主演はリチャード・バートン、ロバート・ライアン、キャロリン・ジョーンズ、マーサ・ハイヤー。

## キャスト
| 役名                       | 俳優                   | 日本語吹替  | 日本語吹替   |
| 役名                       | 俳優                   | NETテレビ版 | フジテレビ版 |
| -------------------------- | ---------------------- | ----------- | ------------ |
| ゼブ・ケネディ             | リチャード・バートン   | 井川比佐志  | 小林清志     |
| ソア・ストーム             | ロバート・ライアン     | 小林昭二    | 納谷悟朗     |
| ブライディー・バランタイン | キャロリン・ジョーンズ | 京田尚子    |              |
| ドロシー・ウェント         | マーサ・ハイヤー       | 瀬能礼子    |              |
| デイブ・ヒューザック       | ジム・バッカス         |             |              |
| ベイ・ハサック             | レイ・ダントン         |             |              |
| クリスティン・ストーム     | ダイアン・マクベイン   |             |              |
| スコッティ・バランタイン   | カール・スウェンソン   |             |              |
| グレース・ケネディ         | シャーリー・ナイト     |             |              |
| アイナー・ウェント         | バリー・ケリー         |             |              |
| ロス・ギルデンスターン     | シェリダン・コメレート |             |              |
| ワン                       | ジョージ・タケイ       |             | 石丸博也     |

- NETテレビ版：初回放送1969年6月1日『日曜洋画劇場』
- フジテレビ版：初回放送1975年2月21日『ゴールデン洋画劇場』

## スタッフ
- 監督：ヴィンセント・シャーマン
- 製作：ヘンリー・ブランク
- 原作：エドナ・ファーバー
- 脚本：ハリー・クレイナー
- 撮影：ジョセフ・バイロック
- 美術：マルコム・C・バート
- セット：ジョージ・J・ホプキンス
- 編集：ウィリアム・H・ジーグラー
- 音楽：マックス・スタイナー